# Eed van Hippocrates

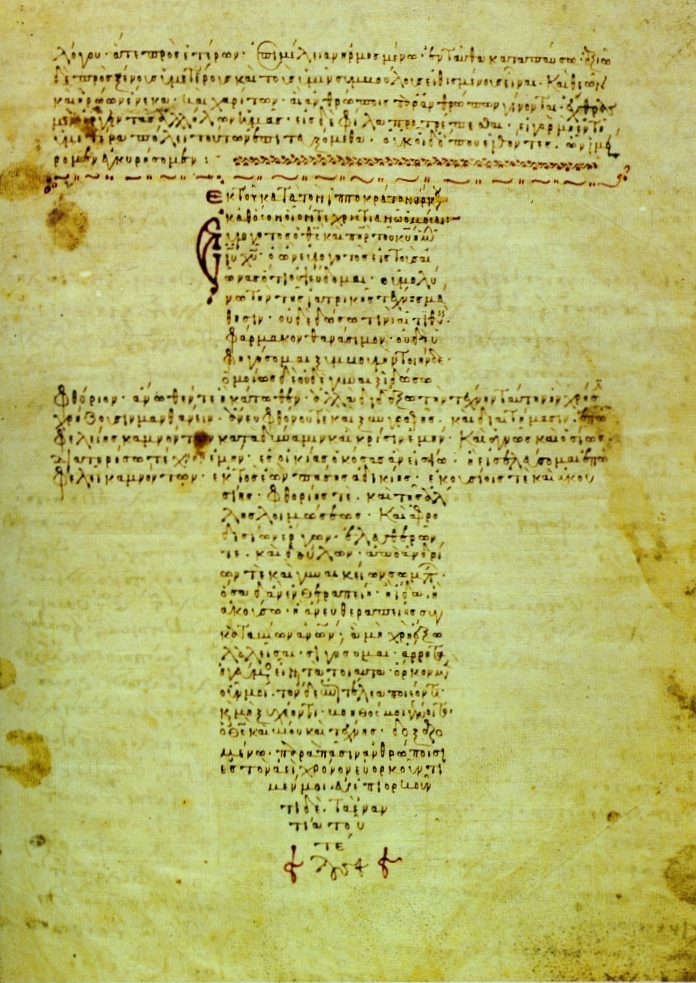
Manuscript van de eed van Hippocrates uit de 12e eeuw, in de vorm van een kruis

De eed van Hippocrates is een eed waarin artsen zichzelf verplichten bepaalde beroepsregels te zullen handhaven. De eed is opgesteld in het Oudgrieks en is vernoemd naar de Griekse arts Hippocrates, die omstreeks 400 v.Chr. zijn leerlingen van het Asklepieion op het eiland Kos deze belofte liet afleggen.
De joodse arts Maimonides schreef een vergelijkbare artseneed.

## Nederlandse vertaling
Ik zweer bij Apollo de genezer, bij Asklepios, Hygieia en Panakeia en neem alle goden en godinnen tot getuige, dat ik, naar mijn vermogen en oordeel, deze eed en verklaring zal nakomen.
Ik zal naar mijn beste oordeel en vermogen en om bestwil mijner zieken hun een leefregel voorschrijven en nooit iemand kwaad doen.
Nooit zal ik, om iemand te gerieven, een dodelijk middel voorschrijven of een raad geven, die, als hij wordt gevolgd, de dood tot gevolg heeft. Nooit zal ik een vrouw een instrument voorschrijven om een miskraam op te wekken. Maar ik zal de zuiverheid van mijn leven en mijn kunst bewaren. Het snijden van de steen zal ik nalaten, ook als de ziekte duidelijk is; ik zal dit overlaten aan hen die hierin bekwaam zijn. In ieder huis waar ik binnentreed, zal ik slechts komen in het belang van mijn patiënten.
Mijn leermeester zal ik eren en liefhebben als mijn ouders; ik zal in gemeenschap met hem leven en zo nodig mijn bezit met hem delen, de kunst leren zonder vergoeding en zonder dat daartoe een schriftelijke belofte nodig is; aan mijn zonen, aan de zonen van mijn leermeester en aan de leerlingen die verklaard hebben zich aan de regelen van het beroep te zullen houden, aan hen allen zal ik de grondslagen van de kunst leren.
Al hetgeen mij ter kennis komt in de uitoefening van mijn beroep of in het dagelijks verkeer met mensen en dat niet behoort te worden rondverteld, zal ik geheim houden en niemand openbaren. Moge ik, als ik deze eed getrouwelijk houd, vreugde vinden in mijn leven en in de uitoefening van mijn kunst, maar moge het tegenovergestelde het geval zijn indien ik hem schend.
Ik zal mij verre houden van iedere welbewuste slechte daad en van elke verleiding, in het bijzonder van de geneugten der liefde met mannen of vrouwen, of zij vrij zijn of slaaf.

## Interpretaties
Met name door de zin "Οὐ δώσω δὲ οὐδὲ φάρμακον οὐδενὶ αἰτηθεὶς θανάσιμον, οὐδὲ ὑφηγήσομαι ξυμβουλίην τοιήνδε. Ὁμοίως δὲ οὐδὲ γυναικὶ πεσσὸν φθόριον δώσω" meestal vertaald als "Nooit zal ik, om iemand te gerieven, een dodelijk middel voorschrijven of een raad geven, die, als hij wordt gevolgd, de dood tot gevolg heeft" is de eed van Hippocrates tegenwoordig omstreden. Uit het woord αἰτηθεὶς - om iemand te gerieven, of meer letterlijk: wanneer gevraagd – blijkt dat een arts, die deze eed heeft afgelegd, een mens niet moedwillig mag vergiftigen of doden, ook niet wanneer iemand daarom vraagt.
Om deze reden wordt tegenwoordig vaak een andere artseneed afgelegd (zie hieronder).
Door hun specifieke medische kennis zijn artsen bij uitstek in staat om ook adviezen over zelfdoding of over het toedienen van gif te geven. Volgens de eed van Hippocrates mocht een arts zijn kennis echter niet als gifmenger of handlanger van een moordenaar gebruiken, ook niet wanneer iemand – de patiënt of iemand anders – daarom vroeg.
Dat wil niet zeggen dat artsen zich daar in het verleden ook nooit toe hebben geleend. Op verzoek van hun patiënten werkten artsen soms wél mee aan zelfdoding door hen gif toe te dienen of hun aderen te openen. Zo waren er artsen betrokken bij de zelfgekozen dood van Seneca; ze openden voor deze voluntaria mors (Latijn voor zelfgekozen dood) zijn aderen in armen en benen. Een dergelijk verzoek werd echter niet altijd opgevolgd; toen de aan een zware hartkwaal lijdende Hadrianus om hulp bij zijn zelfgekozen dood vroeg, weigerden zijn artsen dat.
De wil van de arts was in de oudheid vaak onderworpen aan die van zijn patiënt. Artsen waren vaak als lijfarts bij hun patiënt in dienst of zij waren zelfs slaven; ze werden verondersteld te helpen zonder daarbij vragen te stellen.

## In België
De artseneed, zoals weergeven op de officiële website van de Orde der artsen van België, werd voor het laatst aangepast in 2011:

Nu ik toetreed tot de medische professie, beloof ik dat ik mij naar mijn beste vermogen voor een kwaliteitsvolle geneeskunde ten dienste van de medemens en de samenleving zal inzetten.
Ik zal het beroep van arts plichtsbewust en nauwgezet uitoefenen.
Ik zal boven alles voor mijn patiënten zorgen, hun gezondheid bevorderen en hun lijden verlichten.
Ik zal mijn patiënten correct informeren.
Ik zal geheimhouden wat ik krachtens mijn beroep van mijn patiënten weet, ook na hun dood.
Ik zal de professoren en allen die mij gevormd hebben, blijvend waarderen voor wat ze mij hebben bijgebracht.
Ik zal mij blijven bijscholen, de grenzen van mijn mogelijkheden niet overschrijden en waar mogelijk bijdragen tot de vooruitgang van de geneeskundige kennis.
Ik zal verantwoordelijk omgaan met de middelen die de maatschappij ter beschikking stelt en ijveren voor een gezondheidszorg die toegankelijk is voor iedereen.
Ik zal mij collegiaal gedragen en respectvol met medewerkers omgaan.
Ik zal ervoor waken dat mijn houding tegenover patiënten niet beïnvloed wordt door levensbeschouwing, politieke overtuiging, sociale stand, ras, etnie, nationaliteit, taal, gender, seksuele voorkeur, leeftijd, ziekte of handicap.
Ik zal het leven en de menselijke waardigheid eerbiedigen.
Zelfs onder druk, zal ik mijn medische kennis niet aanwenden voor praktijken die indruisen tegen de menselijkheid.
Dit verklaar ik plechtig, uit vrije wil en op mijn woord van eer.

## In Nederland
In 1878 werd er in Nederland een artseneed ingevoerd, die was gebaseerd op de eed van Hippocrates. Deze artseneed werd door de KNMG (Koninklijke Nederlandsche Maatschappij tot bevordering der Geneeskunst) en de VSNU (Vereniging van Samenwerkende Universiteiten in Nederland) in 2003 vervangen door een andere eed, die in 2010 nog op enkele punten is aangepast. Nog steeds leggen medisch studenten een eed of gelofte af op het moment dat zij hun artsbevoegdheid krijgen. Dit heeft op zich geen juridische betekenis.
Er bestaan verschillende vormen van de artseneed van de grondlegger van de westerse geneeskunde. De huidige eed van de KNMG lijkt – naar de letter van de tekst genomen – weinig meer op de oorspronkelijke versie van de eed van Hippocrates. Het verbod op euthanasie en abortus provocatus is niet meer in de nieuwe eed opgenomen. Uit de nieuwe eed blijkt respect van de medicus voor het leven, inclusief de dood, die naar de huidige maatstaven voor een arts eveneens deel uitmaakt van het menselijk bestaan.
In Nederland werken de artsen van het kleinere Nederlands Artsenverbond nog wel steeds op basis van de oorspronkelijke eed van Hippocrates.

### Nederlands Artsenverbond
De artseneed van het Nederlands Artsenverbond, een vertaling van de eed van Hippocrates door W.G.M. Witkam:

Ik zweer en onderschrijf, dat ik deze eed, zolang ik mag beschikken over mijn vermogens en verstandelijk inzicht, ten einde toe zal houden.
Ik zal iemand, die mijn leermeester in de geneeskunst is geweest, beschouwen als een familielid en belangeloos terzijde staan. Diens kinderen zullen voor mij zijn als broeders, die ik desgevraagd op mijn beurt, zonder daarvoor vergoeding te vragen, in de geneeskunst zal opleiden. Mijn onderricht zal ik geven aan hen, samen met mijn eigen kinderen en aan de studenten, die onderworpen zijn aan de plicht tot geheimhouding, maar niet aan buitenstaanders.
Ik zal mijn voorschriften geven naar beste weten en kunnen, tot welzijn van de patiënten en ik zal hen behoeden voor alles, wat schadelijk en verkeerd is.

Ik zal niemand, die mij daarom vraagt, helpen aan een dodelijk brouwsel, noch zal ik uit eigen beweging met een advies daartoe komen. Ook zal ik geen enkele vrouw helpen aan een giftige zetpil. Onberispelijk en godvrezend zal zowel mijn privé-leven zijn als de uitoefening van mijn beroep.
Ik zal geen handelingen uitvoeren, die niet tot mijn competentie behoren, maar zo nodig plaats maken voor hen, die wel ter zake kundig zijn.

Indien ik mij begeef op het privé-terrein van de patiënten zal ik dat doen ter genezing, mij verre houdend van alle misbruik van mijn positie in mijn houding tegenover vrouwen en mannen, met name op seksueel gebied.
Al wat ik als hulpverlener zal zien of horen, ook van het privé-leven van de patiënten zal ik voor mij houden, in de overtuiging dat zulke dingen geheim moeten blijven.
De achting van alle mensen voor mijn levenswijze en beroepsuitoefening moge voor altijd mijn deel zijn, indien ik deze eed nakom en niet verbreek. Bij overtreding en meineed echter moge het tegendeel mij overkomen.

### KNMG en VSNU
De artseneed van de KNMG en de VSNU van 2003:

Ik zweer/beloof dat ik de geneeskunst zo goed als ik kan zal uitoefenen ten dienste van mijn medemens. Ik zal zorgen voor zieken, gezondheid bevorderen en lijden verlichten.
Ik stel het belang van de patiënt voorop en eerbiedig zijn opvattingen. Ik zal aan de patiënt geen schade doen. Ik luister en zal hem goed inlichten. Ik zal geheim houden wat mij is toevertrouwd.
Ik zal de geneeskundige kennis van mijzelf en anderen bevorderen. Ik erken de grenzen van mijn mogelijkheden. Ik zal mij open en toetsbaar opstellen, en ik ken mijn verantwoordelijkheid voor de samenleving. Ik zal de beschikbaarheid en toegankelijkheid van de gezondheidszorg bevorderen. Ik maak geen misbruik van mijn medische kennis, ook niet onder druk.
Ik zal zo het beroep van arts in ere houden.
Dat beloof ik.

 of

Zo waarlijk helpe mij God almachtig.

Een vernieuwing die met de KNMG-eed van 2003 wordt beoogd is dat de arts ook belooft geen misbruik te maken van zijn medische kennis, ook niet onder druk. Dit is toegevoegd met het oog op de Rechten van de Mens uit 1948, met als doel misbruik van medische kennis, zoals dat tijdens de Tweede Wereldoorlog optrad, te voorkomen. Dezelfde zinsnede is echter ook van toepassing op misbruik van kennis door commerciële druk vanuit de farmaceutische industrie.